# Бенјамин Гарехасанло
Бенјамин Гаре Хасанло (перс. بنیامین قره حسنلو, романитзовано Benyamin Gharehassanloo; 23. јун 1999) ирански је пливач чија ужа специјалност су спринтерске трке слободним стилом.

## Спортска каријера
Међународни пливачки деби је имао на Играма исламске солидарности у Бакуу 2017. где је као члан иранске штафете на 4×100 слободно освојио бронзану медаљу. Потом је наступио и на Азијским играма у Џакарти 2018, али без неких значајнијих резултата. 
Дебитовао је на светским првенствима у корејском Квангџуу 2019. где је учествовао у квалификационим тркама на 50 слободно (61) и 100 слободно (66. место). 